# اللجنة الأولمبية اليمنية
اللجنة الأولمبية اليمنية (اختصار:YEM) هي اللجنة الأولمبية الوطنية التي تمثل اليمن.

## وصلات خارجية
http://www.ocasia.org/Error.aspx